# Mont Pembroke
Pour les articles homonymes, voir Pembroke.
Le mont Pembroke, ou Mount Pembroke en anglais, est un sommet de Nouvelle-Zélande situé dans le district de Southland. Il culmine à 2 015 mètres d'altitude au nord de Milford Sound, un fjord du parc national de Fiordland qui baigne sa base.